# Château de La Loyère
Le château de La Loyère est situé sur la commune de Fragnes-La Loyère en Saône-et-Loire, en terrain plat.

## Description
Le château, de plan rectangulaire, est formé de trois corps de logis en U et cantonné de tours carrées. Le corps central comporte en son centre un pavillon formant, vers le sud, un avant-corps à trois pans précédé d'une terrasse à l'alignement des tours à laquelle on accède par deux escaliers à montées divergentes. La tour à l'angle sud-ouest est flanquée d'une tourelle, également carrée, coiffée d'une haute lanterne, qui renferme un escalier à vis : c'est ce qui reste du château primitif. Il y a deux ailes, dans l'aile gauche il y a un donjon. En tout, il y a 54 chambres et dans la forêt juste à côté, il y a le centre de loisirs.
Le château, qui s'ouvre largement sur un parc à l'anglaise, se détache en blanc sur les frondaisons de celui-ci et de la forêt voisine, avec lesquelles il forme un ensemble élégant et raffiné. 
La ville de Chalon, après acquisition des lieux, a procédé au démontage de la grille d'entrée du château et l'a replacée rue Gauthey, à l'extrémité du square de l'Arquebuse.
Le château, propriété privée, ne se visite pas.

## Historique

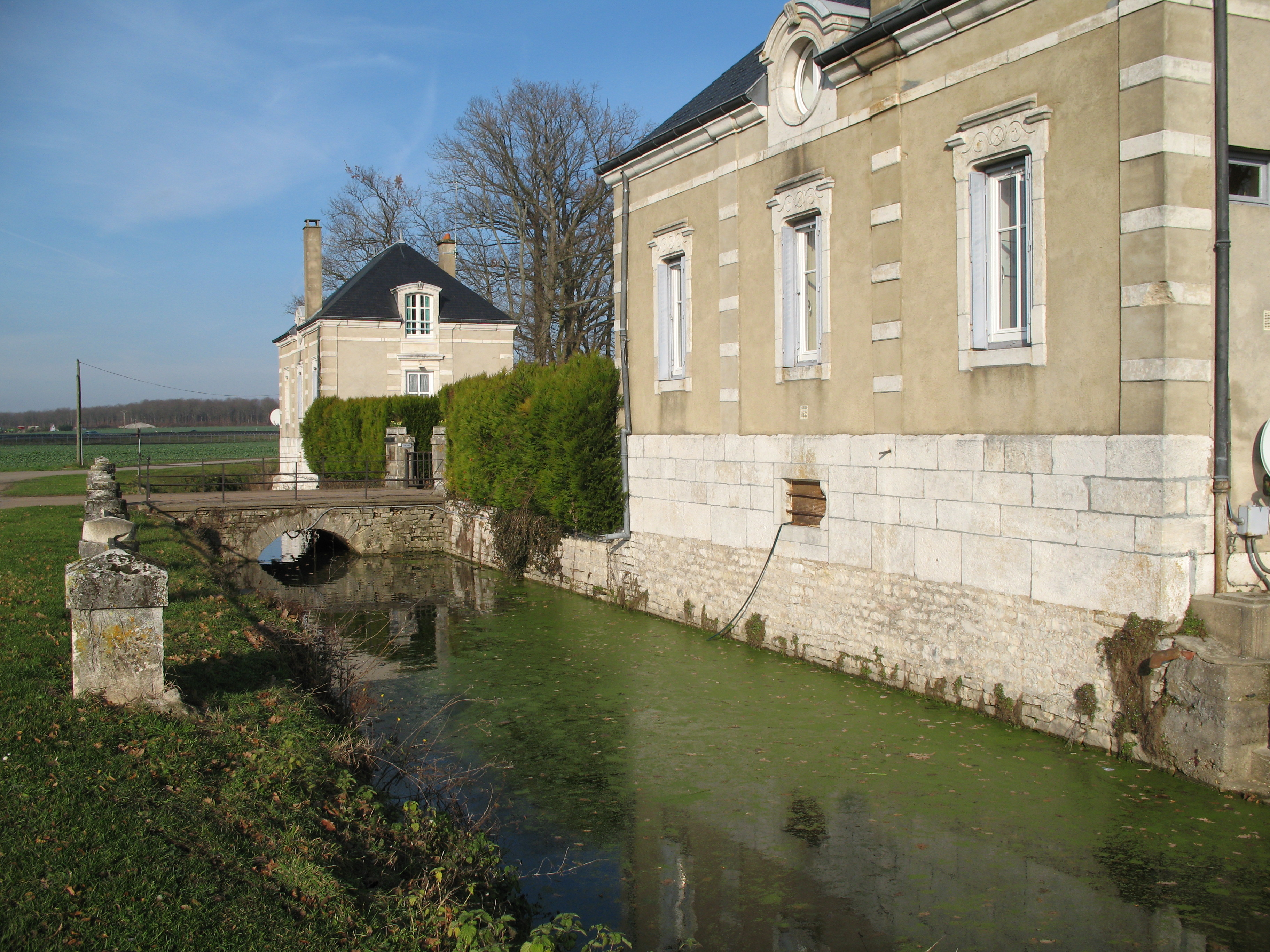
Château de La Loyère

- Moyen Âge : la seigneurie de La Loyère appartient à l'abbaye de Saint-Pierre de Chalon.
- 1580 : acquisition par Jean-Baptiste Beuverand, membre d'une ancienne famille bourgeoise installée à Chalon à la fin du XVe siècle, puis anoblie par les offices importants occupés par ses membres à la Chancellerie ou au Parlement de Bourgogne.
- XVIIe siècle : Jean Beuverand de la Loyère, maire de Chalon, y reçoit le Louis II de Bourbon, prince de Condé et plante un chêne pour célébrer la victoire de Rocroi[2] ; le château est transformé.
- 1845 : le vicomte Armand de la Loyère entreprend des travaux qui donnent au château son aspect actuel.
- 1888 : Adolphe Martin, agent d'affaires de Saint Etienne, devient propriétaire du domaine de La Loyère.
- 1920 : le château est la propriété des Jeannin-Naltet, famille d'épiciers en gros de Chalon-sur-Saône et viticulteurs à Mercurey .
- 1947 : les précédents cèdent le domaine à une communauté de bénédictines en provenance de la région de Soissons.
- 1963 : départ des religieuses pour l'abbaye de Notre-Dame de Venière (commune de Boyer, près de Tournus, fondée avec l'aide des moines de l'abbaye de La Pierre-Qui-Vire).
- 1964 : le château, son parc et ses dépendances sont la propriété de la ville de Chalon, qui y installe un centre aéré ; pendant les vacances, on y organise diverses manifestations culturelles et sportives pour la jeunesse.